# Szemszewo
Szemszewo (bułg. Шемшево) – wieś w Bułgarii, w obwodzie Wielkie Tyrnowo, w gminie Wielkie Tyrnowo. W 2024 roku liczyła 579 mieszkańców.